# NGC 421
NGC 421 je jedan do danas nepotvrđeni objekt u zviježđu Ribama. Opisao ga je njemačko-britanski astronom William Herschel.

## Vanjske poveznice
- SEDS: NGC 0421